# Camilla Odhnoff
Elna "Camilla" Odhnoff, nombre de soltera Wilske (Gamlestaden, 6 de junio de 1928 – 16 de julio de 2013) fue una política socialdemócrata sueca. Ocupó el cargo de ministra sin cartera responsable de la familia, juventud e inmigración de 1967 a 1974. También fue gobernadora de Blekinge County de 1974 a 1992, que la convirtió en la primera mujer en ocupar ese cargo.

## Biografía
Odhnoff defendió su doctorado en filosofía en 1961 y se convirtió en profesora asociada de fisiología vegetal en 1962.
Posteriormente dio sus primeros pasos en la política. En 1967, se convirtió en la quinta ministra de Estado de Suecia (las anteriores habían sido Karin Kock, Hildur Nygren, Ulla Lindström y Alva Myrdal, nombrada al mismo tiempo que Odhnoff) en el gobierno de Tage Erlander con responsabilidades, entre otras cosas, para temas familiares, juveniles e inmigrantes. Ocupó el cargo de ministra hasta 1973.
Odhnoff fue la iniciadora del llamado "dinero Camilla", fondos del fondo general del patrimonio que se utilizaron para promover ideas en la vida asociativa en los años 1970.
Posteriormente, en 1974, fue nombrada gobernadora del condado de Blekinge, siendo la primera mujer gobernadora de Suecia, cargo que ocupó hasta 1992. De 1985 a 2002, fue presidenta del KASAM, el consejo estatal para cuestiones de residuos nucleares (ahora Consejo de Residuos Nucleares). Sus esfuerzos allí fueron reconocidos con un seminario de homenaje el 22 de octubre de 2002, luego includo en SOU 2004:120.
En 2001, recibió el doctorado honoris causa de la Universidad Pierre y Marie Curie de París.
Estuvo casada entre 1954 y 1990 con el matemático Jan Odhnoff y tuvieron cuatro hijos.
Camilla Odhnoff está enterrada en el cementerio de Sankt Ibbs.